# Stafilokoki
Stafilokoki (znanstveno ime Staphylococcus) so rod grampozitivnih, negibljivih in nesporogenih aerobnih ali fakultativno anaerobnih kokov (okroglih bakterij) v grozdastih skupinah, ki lahko povzročajo gnojna vnetja in sepse, vendar je večina vrst za človeka nenevarnih in so del normalne bakterijske flore na koži in sluznicah. Prisotni so povsod po svetu in predstavljajo tudi manjši delež bakterij v prsti.
Rod stafilokokov zajema 34 različnih vrst.
Nekatere vrste, ki živijo v drugih organizmih, lahko s toksini, ki jih izločajo, povzročajo bolezni. Njihovi toksini so tudi pogost vzrok okužb s hrano, saj se te bakterije razmnožujejo v neprimerno shranjeni hrani. Staphylococcus aureus - imenovan tudi zlati stafilokok - je najpogostejši vzrok stafilokoknih okužb. Staphylococcus aureus je bakterija, ki je pogosto del kožne flore, najdemo pa jo tudi v nosu in žrelu. Njeni toksini škodujejo prebavnemu traktu, kar lahko privede do bruhanja ali driske. Prenaša se kapljično (s kapljicami) pri kihanju in kašljanju.